# 엘 아라베
《엘 아라베》(스페인어: El árabe)은 1980년 방영된 멕시코의 텔레노벨라이다.